# Eleição municipal de Sobral em 2012
A eleição municipal da cidade brasileira de Sobral em 2012 ocorreu em 7 de outubro, com o objetivo de eleger prefeito e vice-prefeito da cidade e membros da Câmara de Vereadores. O incumbente Veveu Arruda, do PT, que assumiu o posto depois da saída de Leônidas Cristino para ser ministro-chefe da Secretaria Nacional de Portos do governo Dilma, pôde concorrer à reeleição para um segundo mandato. Quatro candidatos concorreram à prefeitura de Sobral. Veveu Arruda foi reeleito com uma margem apertada de votos (50,34%) e com o vice Carlos Hilton (PSD), governaram a cidade pelo período de 1º de janeiro de 2013 a 31 de dezembro de 2016.

## Candidatos
| Nº | Candidato(a) (em ordem alfabética)  | Partido | Vice-candidato(a)                      | Coligação                                                                                            |
| -- | ----------------------------------- | ------- | -------------------------------------- | --- |
| 43 | Francisco José Alves Guimarães      | PV      | Raimundo Nonato de Arruda              | Partido não coligado                                                                                 |
| 50 | Francisco Osvaldo Aguiar            | PSOL    | Marcelino Pereira Vasconcelos          | Partido não coligado                                                                                 |
| 13 | José Clodoveu de Arruda Coelho Neto | PT      | Carlos Hilton Albuquerque Soares (PSD) | “Por uma Sobral Melhor” PRB / PP / PDT / PT / PTB / PMDB / PSC / PPS / PTC / PSB / PPL / PSD / PCdoB |
| 45 | Marco Antônio Barroso Prado         | PSDB    | José Inácio Gomes Parente (PR)         | “Sobral caminhando com o povo” PSDB / DEM / PR                                                       |

## Resultados
Segundo o Tribunal Regional Eleitoral do Ceará (TRE), estes foram os resultados:

### Prefeito
| Partido | Partido | Candidato         | Votos   | Votos (%) |
| ------- | ------- | ----------------- | ------- | --------- |
|         | PT      | Veveu Arruda      | 51 605  | 50,34%    |
|         | PV      | Dr. Guimarães     | 43 774  | 42,7%     |
|         | PSDB    | Marco Prado       | 6 437   | 6,28%     |
|         | PSOL    | Professor Osvaldo | 688     | 0,67%     |
| Totais  | Totais  | Totais            | 102 504 |           |
| Fonte:  |         |                   |         |           |

### Vereadores
| Candidato(a)         | Partido | Votação     | Votação |
| Candidato(a)         | Partido | Porcentagem | Total   |
| -------------------- | ------- | ----------- | ------- |
| Carlos do Calisto    | PSB     | 4,05%       | 4.154   |
| Itamar Ribeiro       | PSB     | 3,85%       | 3.946   |
| Paulão               | PSD     | 3,11%       | 3.193   |
| Doutor Estevão       | PP      | 2,85%       | 2.921   |
| Kaká Linhares        | PSD     | 2,67%       | 2.736   |
| Dr. Júnior Balreira  | PMDB    | 2,67%       | 2.733   |
| Adauto Arruda        | PP      | 2,64%       | 2.711   |
| Zezão                | PP      | 2,54%       | 2.604   |
| Hermenegildo         | PSB     | 2,49%       | 2.552   |
| Chico Jóia           | PP      | 2,37%       | 2.428   |
| Cláudio Gil          | PSB     | 2,35%       | 2.412   |
| Christiane           | PT      | 2,23%       | 2.284   |
| Rogério Arruda       | PP      | 2,18%       | 2.237   |
| Paulo Vaconcelos     | PRB     | 2,18%       | 2.231   |
| Gilmar Bastos        | PSB     | 2,06%       | 2.113   |
| Fransquinha do Torto | PV      | 1,85%       | 1.895   |
| Fredim               | PV      | 1,65%       | 1.697   |
| Gegê Romão           | PRB     | 1,49%       | 1.527   |
| Galdêncio            | PSB     | 1,46%       | 1.501   |
| Silvio Ávila         | PV      | 1,42%       | 1.461   |
| Emídio Silva         | PT      | 1,36%       | 1.394   |